# Teluk Kijing
Teluk Kijing is een bestuurslaag in het regentschap Tanjung Jabung Timur van de provincie Jambi, Indonesië. Teluk Kijing telt 1044 inwoners (volkstelling 2010).